# Jana Zjilinskajte
Jana Jurjevna Zjilinskajte (ryska: Яна Юрьевна Жилинскайте), född 6 mars 1989 i Uraj i Sovjetunionen, är en rysk handbollsspelare (mittsexa). Hon är tvillingsyster till Viktorija Zjilinskajte.

## Klubbkarriär
Zjilinskajte började spela handboll vid elva års ålder 1990 på sin födelseort. Från 2004 spelade hon för den ryska klubben GK Ufa-Alissa. Fyra år senare gick hon med i den ryska toppklubben GK Lada, som hon vann EHF-cupen med 2012 och 2014. Sommaren 2014 skrev hon på ett kontrakt med ligakonkurrenten GK Astrakhanotjka. Hon vann det ryska mästerskapet med Astrakhanotjka 2016. Hon flyttade sedan ett år till GK Kuban Krasnodar. Inför säsongen 2017–2018 flyttade Zjilinskajte till Alba Fehérvár KC i Ungern, där hon skrev på för två säsonger. Hon lämnade Ungern 2019 för den ryska klubben CSKA Moskva. I januari 2021 återvände hon till GK Lada.

## Landslagskarriär
Zjilinskajte blev uttagen i den ryska bruttotruppen redan 2010 men inte förrän 2016 vid EM i Sverige fick hon göra mästerskapsdebut. Hon har sedan spelat även i VM då hon vann bronsmedaljen med Ryssland vid VM 2019 i Japan.

## Personligt
Jana Zjilinskajtes tvillingsyster Viktorija Zjilinskajte spelar också professionell handboll. 